# Las Seguidoras
Las Seguidoras es una serie de televisión brasileña de comedia y suspenso creada por Manuela Cantuária, estrenada el 6 de marzo de 2022 y transmitida por Paramount+. Producida por Porta dos Fundos en coproducción con Vis Américas, la serie es la primera producción original de Paramount+ en Brasil.
La serie sigue la historia de una digital influencer que, por su obsesión por conseguir seguidores, llega hasta las últimas consecuencias convirtiéndose en una asesina en serie. Está protagonizada por Maria Bopp y también cuenta con Gabz, Victor Lamoglia, Raissa Chaddad, Tatsu Carvalho y Tatiana Tiburcio en los otros papeles principales.

## Sinopsis
Liv (Maria Bopp) es una digital influencer que hace de todo para alcanzar la fama y millones de seguidores. Luego de haber sufrido una amenaza de ser desenmascarada en internet por uno de sus enemigos, Liv lo mata impulsivamente y esconde su cadáver, todo esto para no enfrentar el juicio de sus acciones por parte de su audiencia virtual. Sin embargo, el crimen toma grandes proporciones en los medios y ella continúa una saga de crímenes para esconder su secreto y mantener el compromiso de los asesinatos en las redes sociales. Sin embargo, comienza a ser perseguida, no solo por la policía, sino también por la dueña de un podcast sobre asuntos criminales, Antônia (Gabz), quien puede terminar encarcelándola.

## Elenco
- Maria Bopp como Lidiane Assunção "Liv"
- Gabz como Antônia Maria Rodrigues
- Raissa Chaddad como Ananda
- Tatiana Tiburcio como Jaqueline Rocha "Detective Rocha"
- Tatsu Carvalho como Elano Boaventura
- Victor Lamoglia como Edinho
- Cauê Campos como Marcel
- Nátaly Neri como Cammila
- Giselle Batista como Marisol
- Domenica Dias como Drica
- Maria Gal como Deise Rodrigues

### Invitados
- Stella Miranda como Kassia
- Gabriel Godoy como Investigador Esteves
- Cadu Gomes como Luciano
- MV Bill como Ronan
- Aline Fanju como Hélia Mattos Pereira
- Rodrigo Garcia como Charles Barollo
- Bruce Brandão como Milos Vieira
- Jorge Hissa como Felipe Metzelder
- Patricia Selonk como Vera Metzelder
- Leandro Firmino como jefe de policía
- Maria Clara Baldon como Lidiane Assunção (niña)

## Producción
La serie es producida por la productora de videos Porta dos Fundos en sociedad con Vis Américas, de Paramount Pictures. Es una creación de Manuela Cantuária, que trabaja como guionista en Porta dos Fundos, y fue dirigida en colaboración entre Mariana Youssef y Mariana Bastos. El actor João Vicente de Castro es uno de los productores ejecutivos de la serie. El primer lanzamiento de la producción tuvo lugar en CCXP Worlds 21.
La trama de la serie se centra en una crítica a los movimientos actuales entre los influencers digitales que suelen difundir ondas de positivismo tóxico, vidas perfectas fuera de internet y la cultura de la cancelación en sus redes sociales. La serie fue lanzada con el sello de la primera producción original de la Paramount+ streaming en Brasil. Para interpretar a la protagonista se eligió a la actriz Maria Bopp, que ganó notoriedad en las redes sociales por sus sketches como "Blogueira do Fim do Mundo", una parodia de actitudes recurrentes en el mundo de las redes sociales. Para construir su personaje, Maria consultó a Ilana Casoy, una de las más grandes criminólogas del país.